# Chaetonotus montevideensis
Chaetonotus montevideensis is een buikharige uit de familie Chaetonotidae. De wetenschappelijke naam van de soort werd in 1918 voor het eerst geldig gepubliceerd door Cordero. 